# Ruger Super Redhawk
Ruger Super Redhawk je řada SA/DA výkonných revolverů vyráběných firmou Sturm, Ruger & Company, Inc. již od roku 1987, kdy Ruger zařadil do svého výrobního programu výkonnější náboje.

## Úvod
Super Redhawk byl představen koncem roku 1987 v ráži .44 Magnum s délkou hlavně 7,5 a 9,5 palce. Super Redhawk zíslal pozitivní recenze, které potvrzovaly, že ve výkonu, přesnosti a ceně předčil své konkurenty z řad revolverů Smith & Wesson. Dodnes je tato zbraň považována za jeden z nejvýkonnějších revolverů.
Super Redhawk používá stejný spoušťový mechanismus a pažbičku jako Ruger GP-100 .357 Magnum, rám je však zesílen. Tento revolver je vyráběn z nerezové oceli s řadou povrchových úprav. Modely v ráži .454 Casull a .480 Ruger mají válec bez vybrání (viz obrázek vpravo), zatímco verze .44 Magnum je vybavena standardním válcem s vybráním.

## .454 Casull
Super Redhawk v ráži .454 Casull byl představen v roce 1997, šlo o první šestiranný revolver určený pro tento náboj. Pro zvládnutí extrémního výkonu tohoto náboje používá Ruger k výrobě válce speciálně zušlechtěnou slitinu. Materiál rámu je stejný jako u standardního Redhawku. Ruger Super Redhawk .454 Casull umožňuje používat dva druhy nábojů a to .454 Casull a o 4,4 mm kratší .45 Colt.

## .480 Ruger
V roce 2003 byl firmou Ruger představen náboj .480 Ruger, ten byl speciálně vyvinut právě pro Super Redhawk.
V roce 2007 Ruger dočasně zastavil výrobu modelů ráže .480 Ruger, z důvodu havárie válců několika zbraní. Po analýze problému, byla zahájena výroba pětiranného modelu. S touto změnou přišla i montáž nové pažbičky Hogue Monogrip a přibyla povrchová úprava Target Grey.

## Super Redhawk Alaskan
V roce 2005 byl představen Ruger Super Redhawk Alaskan. Šlo o první 2,5 palcový revolver na takto výkonný náboj. Zbraň je primárně určena k obraně proti velkým, vitálním a nebezpečným zvířatům jako jsou grizzly, lední medvěd, puma americká a prase divoké. Alaskan je k dispozici pro náboje .44 Magnum, .454 Casull/.45 Colt a .480 Ruger. Všechny Alaskany jsou vybaveny gumovou pažbičkou Hogue Tamer s ergonomickým úchopem.